# Tomasz Jabłoński
Tomasz Jabłoński (ur. 29 grudnia 1988 w Gdyni) – polski bokser.
Walczy w wadze średniej (do 75 kg). Reprezentuje klub Sako Gdańsk. Jest kapitanem drużyny występującej w World Series of Boxing – Rafako Hussars Poland.

## Życiorys
Do jego osiągnięć należą cztery medale mistrzostw Polski – dwa złote (2012, 2014), srebrny (2010) i brązowy (2011). W 2010 zajął trzecie miejsce na Turnieju im. Feliksa Stamma, na tym samym turnieju w 2012 był drugi. W Samokowie w 2015 został wicemistrzem Europy. Wystąpił na Igrzyskach Olimpijskich w Rio de Janeiro w 2016, przegrywając 9 sierpnia pierwszą walkę.